# 青曲社
青曲社是位于陕西省西安市的一个相声社团，全名陕西青年曲艺社，由苗阜创立于2007年。社团名称蕴含“青云直上，曲故情长”的意思。青曲社茶楼位于文昌门内的柏树林街。

## 发展历程

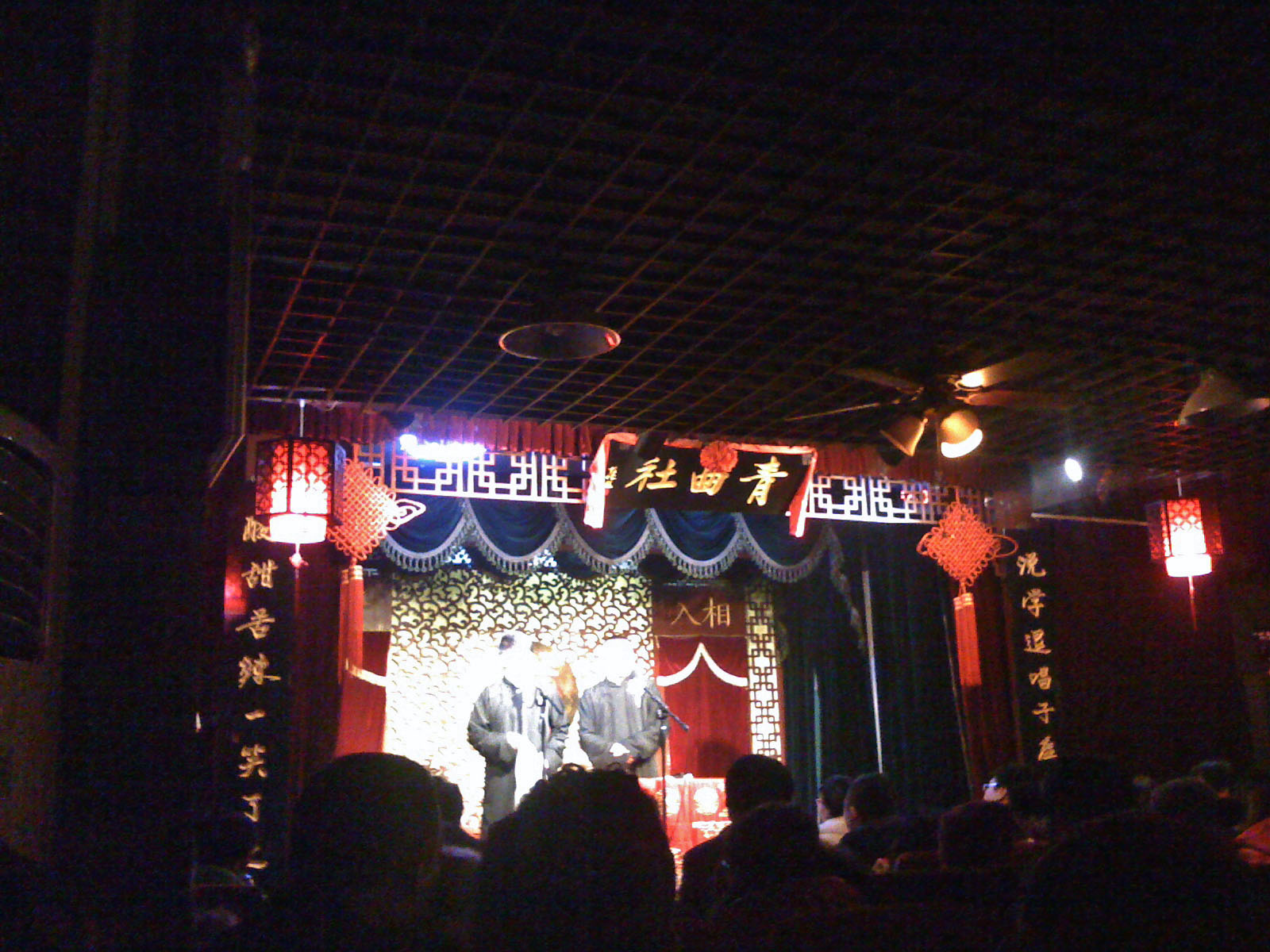
青曲社演出

在2014年北京卫视马年春晚上，青曲社相声演员苗阜、王声合作的一段《满腹经纶》受到观众欢迎，演出视频也在网上被大量转发。同年中央电视台元宵晚会，苗阜和王声表演了相声《学富五车》。

## 成员
苗阜，陕西铜川人，搭档王声的小学同学。曾在富平县梅家坪站当电工。后创办青曲社，师承相声艺人郑小山。
王声，陕西铜川人，青曲社秘书长，搭档苗阜的小学同学。毕业于陕西师范大学中文系，曾任出版社编辑。
青曲社亦有鹤翔、张再驰、吕纳超、王小遒等演员。